# Mählä
Mählä är en ö i Finland. Den ligger i sjön Pälkänevesi och i kommunen Pälkäne i den ekonomiska regionen Tammerfors och landskapet Birkaland, i den södra delen av landet, 140 km norr om huvudstaden Helsingfors. Öns area är 13 hektar och dess största längd är 480 meter i sydöst-nordvästlig riktning.